# 科内斯托加式篷车

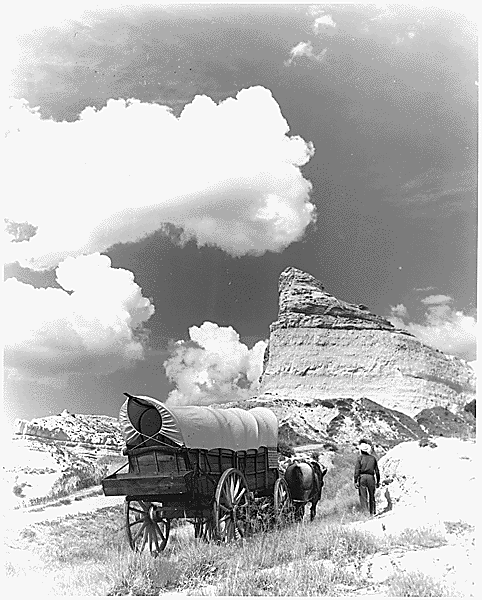
科内斯托加式篷车

科内斯托加式篷车（英語：Conestoga wagon）是18世纪末至19世纪在美国与加拿大广泛使用的一种重型宽轮篷车，由马、骡或牛拖拉，载重量可达7吨。这种篷车类似船形，使其能够穿越河流与小溪。
其名称“科内斯托加”来源于流经宾夕法尼亚州兰开斯特县的科内斯托加河，由信仰门诺教派的德裔宾州人最早开始使用。在殖民地时代，它常用于沿大篷车道（Great Wagon Road）穿越阿巴拉契亚大谷地（Great Appalachian Valley）向南的移居。美国革命后，它被用于向匹兹堡和俄亥俄的通商。1820年时，使用篷车的费用大约是运送100磅货物每100英里为1美元，车速则为每天15英里（25公里）。直至铁路运输发展之前，科内斯托加式篷车队是在阿巴拉契亚山脉运送货物的主要交通工具。篷车可由多达8匹马或12头牛拉动，常由专门的科内斯托加马拖拉。